# Кведа-Махунцеті
Кведа-Махунцеті (груз. ქვედა მახუნცეთი) — село в Грузії.
За даними перепису населення 2014 року в селі проживає 439 осіб.